# Predacons
Les Predacons sont le nom donné à deux groupes de personnages antagonistes dans l'univers de fiction des Transformers.
Ils sont habituellement liés aux Decepticons, la faction antagoniste la plus importante de la série, et présentés tour à tour comme membres de cette faction, comme ses prédécesseurs ou comme ses successeurs. Ils sont ennemis des Autobots et des Maximals.
Bien que de nombreuses ressemblances existent entre les Decepticons et les Predacons, il y a aussi de nombreuses différences, comme les conditions de leurs idéaux : les Predacons acceptent de signer une paix avec les Maximals, au moins pour un temps, tandis que les Decepticons auraient choisit de mener une guerre sans fin. Le symbole des Predacons est une tête d'insecte violette, et leur code d'activation est : "Terrorise!".

## Séries

### Transformers: Generation 1
Les Predacons sont une des factions des Decepticons, composées d'une équipe de robots qui se transforment en bêtes mécaniques et combiner pour former le super robot Predaking - Razorclaw, le chef d'équipe, forme le lion et le torse de Predaking - Divebomb forme l'aigle et le bras gauche, ses ailes peuvent s'attacher au dos de Predaking pour le faire voler - Headstrong forme le rhinocéros et la jambe droite - Tantrum (ou Torox) forme le taureau et la jambe gauche - Rampage forme le tigre et le bras droit.

### Animutants
Les Predacons apparaissent pour la première fois dans Animutants, dans cette série ils sont les descendants des Decepticons, et ont signé un traité de paix avec les Maximals, descendants des Autobots. Mais un groupe de Predacons renégats, dirigé par le mégalomaniaque Mégatron (nommé d'après le Mégatron original), désireux de se débarrasser des Maximals, vola un artéfact nommé le disque d'or et entrepris, à bord du vaisseau "Darkside", un voyage dans le temps pour se rendre sur Terre à la préhistoire, et changer le cours de l'histoire afin que les Autobots soient défaits par les Decepticons. 
Ils se heurtèrent au vaisseau maximal l'Alaxon, et après une bataille, les deux vaisseaux s'écrasèrent sur une planète inconnue, où l'énergon était présent en si grande quantité que les Transformers ne pouvaient y survivre. Maximals et Predacons utilisèrent alors des scanners pour prendre la forme d'animaux afin de survivre. Les Predacons n'ont choisi que des animaux jugés vicieux, c'est-à-dire des insectes, des arachnides, des reptiles et un crustacé.
Bien qu'obéissant à Mégatron, les autres Predacons magouillent secrètement à le renverser, seul Scorponok lui est entièrement fidèle. Lorsqu'une capsule de survie Maximal s'écrase sur Terre, les Predacons cherchent à la récupérer pour reprogrammer le protoforme en l'un des leurs. Ainsi, ils parviendront à en corrompre trois qui deviendront la Veuve Noire, Inferno et Quickstrike. Il récupéreront également l'instable Protoforme X, qui deviendra Rampage.
À la fin de la Guerre des Animutants, les Predacons Renégats meurent tous à l'exception de Mégatron et Waspinator.

### Beast Wars IIetBeast Wars Neo
Dans  cette série sortie uniquement au Japon, les Predacons sont ici dirigés par Galvatron II. Leur objectif est de récolter l'énergie Angolmois, qui n'est d'autre que la force vitale d'Unicron, sur la planète Gaïa (anciennement la Terre) dans le but de dominer l'univers. Ils sont opposés aux Maximals, dirigés par le successeur d'Optimus Primal, Leo Prime. De plus, ils se changent tous en véhicules aériens ou véhicules de chantier, et non en animaux comme dans la première série. Ils sont divisés en trois groupes les Combatrons, les Autorollers et les Seacons. Seul Galvatron se démarque en ayant un mode véhicule de tank et un mode animal ressemblant à un dragon.
Dans Beast Wars Neo, après la mort de Galvatron, les Predacons sont dirigés par un nouveau chef: Magmatron, un Predacon dont le spark est partagé par trois formes indépendantes: Landsaurus, Seasaurus et Skysaurus. Dans cette série, les Predacons retrouvent une apparence animale, tous basée sur les dinosaures. À la fin de la série, Magmatron sera tué par Unicron, dans le corps de Galvatron II.

### Transformers: Robots in Disguise
Dans cette série, les Predacons sont la faction antagoniste principale et s'oppose aux Autobots. Ils sont dirigés par Mégatron et prennent la forme d'animaux.
Ils sont venus sur Terre afin de trouver le gardien Fortress Maximus pour en faire une arme de destruction massive qu'ils utiliseraient pour dominer tout Cybertron. A cette fin, ils iront jusqu'à corrompre des Autobots, qui se renommeront alors les Decepticons.

### Transformers Animated
Les Predacons ne font aucune apparition dans cette série, mais un clin d'œil leur ai fait à travers les personnages de la Veuve Noire et de Waspinator.
Les créateurs de la série ont néanmoins révélé dans The Allspark Almanac que les Predacons étaient prévus pour apparaître dans la saison 4 annulée. Ils auraient été dirigés par la Veuve Noire et, en plus de Waspinator, compteraient deux nouveaux membres, Inferno et Antagony.

### Transformers: Prime
Dans Transformers: Prime, les Predacons sont les premiers habitants de Cybertron, mais leur espèce s'éteint à la suite d'un cataclysme.
Durant la guerre civile, avec l'accord de Mégatron, Shockwave crée des Predacons à partir d'os fossilisés. La majorité d'entre eux sont envoyés sur Terre, où ils sont reconnus comme des créatures mythologiques. Ils avaient été envoyés sur Terre pour tuer un groupe d'Autobots et s'emparer de leurs réserves d'Energon. Les survivants les surveilleront jusqu'à leur mort causée par les ravages du Temps.
Vers le début de la troisième saison, Shockwave vient sur Terre, accompagné d'un nouveau Predacon qu'il utilise pour traquer les Autobots. Ces derniers se sont divisés en plusieurs groupes après la destruction de leur base par Mégatron. Grâce à une ruse d'Ultra Magnus, le Predacon se retrouve en Antarctique, où il gèle sur place.
Il survit néanmoins, et revient auprès de son maître. Mégatron décide alors de créer une nouvelle armée de clones, en utilisant les os des précédents clones restés sur Terre. Petit à petit, le nouveau Predacon évolue et gagne en intelligence. Il parvient à prendre une forme cybertronienne, et se renomme Predaking. Ayant eu vent du projet de Mégatron, il jure fidélité à ce dernier et lui demande de devenir le roi des futurs Predacons. Ce que le chef des Decepticons accepte.
Cependant, Mégatron voit en l'évolution de Predaking une potentielle menace future, et décide de mettre fin à son projet de clonage de Predacons, en mettant ses lieutenants (Starscream, Soundwave, Knock Out et Shockwave) dans la confidence. Sur conseil de Starscream, il fait en sorte que les Autobots découvrent le laboratoire de Shockwave, et le détruisent, tuant tous les Predacons qui s'y trouvaient. Predaking jura alors de se venger des Autobots, et Mégatron lui promet qu'il aura sa vengeance et tient sa promesse en lui offrant Ratchet, après que ce dernier l'ai aidé à stabiliser l'Energon Synthétique pour restaurer Cybertron. Mais il se retourne contre Mégatron quand Ratchet lui explique ce qui s'est réellement passé. Predaking est sur le point de tuer Mégatron mais après que Starscream lui tire un missile dans le dos, Mégatron arrive à le vaincre et semble le tuer. Mais après la Bataille Finale entre les Autobots et les Decepticons qui voient la mort de Mégatron des mains de Bumblebee, on découvre que Predaking a survécu et s'est accroché au Némésis qui le ramène sur Cybertron. (Dans le script original, Predaking devait mourir en affrontant Optimus Prime après la mort de Mégatron mais finalement ça ne s'est pas fait).
Dans le film Predacons Rising, Predaking et les deux nouveaux Predacons, (Darksteel et Skylynx), créés aussi par Shockwave aident les Autobots à vaincre Unicron et sont vus une dernière fois sur le point de tuer Starscream. Dans la série faisant office de séquelle Transformers Robots in Disguise, on découvre qu'en plus d'être toujours vivant Starscream a aussi tué Darksteel et Skylynx en utilisant les défenses de la Forteresse Decepticon sur Cybertron, laissant Predaking et Ripclaw, (Predacon en stase vue dans le laboratoire de Shockwave dans "Predacons Rising"), comme les seuls Predacons survivants.

## Films

### Transformers: Rise of the Beasts
Les Predacons devaient apparaître dans Transformers: Rise of the Beasts avec les Maximals. Une première version du film (projeté en screen test) dévoilait que les drones envoyés par Unicron pour aider Scourge étaient les Predacons.
Mais cela ne fut pas gardé dans le montage final et les Predacons sont donc définitivement absents du film. Cependant un clin d’œil leur est fait, car on peut voir sur l'épaule de Scourge au moins un symbole Predacon signifiant qu'il en a tué au moins un en plus des Autobots, Decepticons, Maximals et autres factions de Transformers.

## Liste des Predacons

### Animutants
- Mégatron II (descendant du Mégatron des Decepticans, parfois appelé Mégatron II ou Beast Mégatron pour faire la différence)
- Dinobot (second, devient par la suite un maximal, puis sera remplacé en tant que prédator par son clone)
- Scorpinor (second après le départ de Dinobot, il se change en Scorpion)
- Dinobot II (second après sa création par Mégatron)
- Byznator
- Terrosaure
- Tarentula
- La Veuve noire (devient par la suite une maximale)
- Inferno (second après la mort de Scorpinor)
- Quickstrike (C'est un fuzor mi-scorpion, mi-cobra)
- Rampage (Autrefois nommé Protoforme X, il se change en crabe et en tank)
- Scourge : (Mouche)
- Scarem : (Scarabée)
- Dead end : (Amonite)
- Spittor : (Grenouille)
- Iguanus : (Iguane)
- Jetstorm : (Libellule)
- Rettrax : (Chenille)
- Injector : (C'est un fuzor mi-frelon, mi-poisson lion)
- Sky shadow : (C'est un fuzor mi-caméléon, mi-libellule)
- Terragator : (C'est un fuzor mi-crocodile, mi-tortue)
- Razorclaw : (Crabe)
- Sapper : (Tortue)
- Snowcat : (Chat blanc)
- Manterror : (Mante religieuse)
- Power Pinch : (Mille-patte)
- Sea Clamp : homard
- Ram Horn : scarabée
- Tripredacus : c'est la fusion des trois Prédators suivants :
  - Cicadacon : cigale
  - Sea Clamp : homard
  - Ram Horn : scarabée

### Beast Wars II
- Galvatron II
- Megastorm
- Starscream II
- BB
- Thrust
- Dirge
- Autostinger
- Autocrasher
- Autojetter
- Autolauncher
- Halfshell
- Scylla
- Coelagon
- Sea Phantom
- Terrormander

### Beast Wars Neo
- Magmatron
- Guiledart
- Saberback
- Sling
- Dead End
- Archadis
- Killer Punch
- Hydra
- Crazybolt
- Bazooka
- Hardhead

### Transformers: Robots in Disguise
- Mégatron / Galvatron
- Bruticus
- Sky-Byte
- Slapper
- Gas Skunk
- Dark Scream

### Transformers: Prime
- Predaking (Vivant)
- Skylynx (Tué par Starscream)
- Darksteel (Tué par Starscream)
- Escadron de Predacons (Tué par Wheeljack et Ultra Magnus)
- Ripclaw (Vivante, en stase)